# Sowietski (Mari El)
Sowiecki (ros. Советский, mar. У Роҥго) – osiedle typu miejskiego w środkowej Rosji, na terenie wchodzącej w skład tego państwa Republiki Mari El, we wschodniej Europie.
Miejscowość liczy 10 619 mieszkańców (1 stycznia 2005 r.).